# Saint-Arnoult-en-Yvelines
Saint-Arnoult-en-Yvelines là một xã thuộc tỉnh Yvelines, trong vùng Île-de-France, Pháp, có cự ly khoảng 14 km về phía đông nam Rambouillet.
Người dân địa phương trong tiếng Pháp gọi là Arnolphiens.
Các xã giáp ranh: Rochefort-en-Yvelines về phía đông bắc, Longvilliers về phía đông, Dourdan (Essonne) về phía đông nam, Sainte-Mesme về phía nam, Ponthévrard về phía đông nam, Sonchamp về phía tây, Clairefontaine-en-Yvelines về phía tây bắc và Bullion về phía bắc.

## Hành chính
| Danh sách các thị trưởng               |           |                      |               |         |
| Giai đoạn                              | Giai đoạn | Tên                  | Đảng          | Tư cách |
| tháng 3 năm 2001                       | mars 2008 | Françoise Poussineau | Divers droite |         |
| mars 2008                              | en cours  | Françoise Poussineau | UMP           |         |
| Tất cả các dữ liệu trước đây không rõ. |           |                      |               |         |

## Biến động dân số
| 1793  | 1800  | 1806  | 1821  | 1831  | 1836  | 1841  | 1846  | 1851  |
| ----- | ----- | ----- | ----- | ----- | ----- | ----- | ----- | ----- |
| 1 365 | 1 401 | 1 472 | 1 410 | 1 420 | 1 512 | 1 563 | 1 500 | 1 347 |

| 1856  | 1861  | 1866  | 1872  | 1876  | 1881  | 1886  | 1891  | 1896  |
| ----- | ----- | ----- | ----- | ----- | ----- | ----- | ----- | ----- |
| 1 366 | 1 374 | 1 261 | 1 326 | 1 311 | 1 249 | 1 277 | 1 220 | 1 167 |

| 1901  | 1906  | 1911  | 1921  | 1926  | 1931  | 1936  | 1946  | 1954  |
| ----- | ----- | ----- | ----- | ----- | ----- | ----- | ----- | ----- |
| 1 202 | 1 298 | 1 356 | 1 132 | 1 178 | 1 107 | 1 006 | 1 008 | 1 160 |

| 1962                                         | 1968  | 1975  | 1982  | 1990  | 1999  | - | - | - |
| -------------------------------------------- | ----- | ----- | ----- | ----- | ----- | - | - | - |
| 1 384                                        | 1 584 | 3 016 | 4 442 | 5 811 | 5 671 | - | - | - |
| Số liệu kể từ 1962 : dân số không tính trùng |       |       |       |       |       |   |   |   |